# Microgoes oculatus
Microgoes oculatus là một loài bọ cánh cứng trong họ Cerambycidae.